# Борово (Ходзезький повіт)
Борово (пол. Borowo, нім. Waldberg) — село в Польщі, у гміні Шамоцин Ходзезького повіту Великопольського воєводства.
Населення — 74 особи (2011).
У 1975-1998 роках село належало до Пільського воєводства.

## Демографія
Демографічна структура станом на 31 березня 2011 року:
|          | Загалом | Допрацездатний вік | Працездатний вік | Постпрацездатний вік |
| -------- | ------- | ------------------ | ---------------- | -------------------- |
| Чоловіки | 37      | 9                  | 26               | 2                    |
| Жінки    | 37      | 10                 | 20               | 7                    |
| Разом    | 74      | 19                 | 46               | 9                    |